# Звезда (модуль МКС)
Служебный модуль «Звезда» (индекс: 17КСМ, заводской № 12801) — один из модулей Российского сегмента Международной космической станции. Второе название — Служебный модуль (СМ). Состыковался с модулем «Заря» 26 июля 2000 года.
Головным разработчиком СМ «Звезда» являлась РКК «Энергия», основным субподрядчиком — ГКНПЦ имени М. В. Хруничева.
Модуль был запущен на РН «Протон» 12 июля 2000 года. Пристыкован к МКС 26 июля 2000 года. Представляет собой основной вклад России в создание МКС. Является жилым модулем станции. «Звезда» на ранних этапах строительства МКС выполняла функции жизнеобеспечения на всех модулях, контроля высоты над Землёй, энергоснабжения станции, вычислительного центра, центра связи, основного порта для грузовых кораблей «Прогресс». Со временем многие функции были переданы другим модулям, однако «Звезда» остаётся структурным и функциональным центром российского сегмента МКС.
Основной структурный каркас «Звезды», известный как «Салют-9» (ДОС-8), изначально был построен в середине 1980-х годов как ядро космической станции Мир-2. Это означает, что «Звезда» подобна в компоновке с модулем ядра (ДОС-7) в космической станции «Мир». На самом деле он довольно долгое время на заводе именовался Мир-2. Таким образом, его дизайн восходит к изначальным станциям «Салют». Строительство космического каркаса было завершено в феврале 1985 года, а основное внутреннее оборудование было установлено к октябрю 1986 года.
Этот модуль первоначально разрабатывался для замены отработавшей свой срок космической станции «Мир», но в 1993 году было принято решение использовать его как один из основных элементов российского вклада в программу Международной космической станции. Российский служебный модуль включает все системы, необходимые для работы в качестве автономного обитаемого космического аппарата и лаборатории. Он позволяет находиться в космосе экипажу из трёх космонавтов, для чего на борту имеется система жизнеобеспечения и электрическая энергоустановка. Кроме того, служебный модуль может стыковаться с грузовым кораблём «Прогресс», который раз в три месяца доставляет на станцию необходимые припасы и корректирует её орбиту.
Жилые помещения служебного модуля оборудованы средствами обеспечения жизнедеятельности экипажа, имеются персональные каюты отдыха, медицинская аппаратура, тренажёры для физических упражнений, кухня, стол для приёма пищи, средства личной гигиены. В служебном модуле находится центральный пост управления станцией с аппаратурой контроля. Здесь также есть беговая дорожка с системой виброизоляции, предоставленная НАСА, кухня с холодильником/морозильной камерой и столом, велосипед для упражнений, туалет и другие средства гигиены. Сточные воды и водный конденсат экипажа из воздуха кабины рециркулируются. «Звезду» критиковали за чрезмерный шум, а члены экипажа были замечены с затычками в ушах. «Звезда» также содержит систему Elektron, которая электролизует конденсированную влагу и сточные воды для получения водорода и кислорода.
Модуль «Звезда» оснащён средствами пожарообнаружения и пожаротушения, в состав которых входят: система обнаружения и оповещения о пожарной ситуации «Сигнал-ВМ», два огнетушителя ОКР-1 и три противогаза ИПК-1 М.

## Основные технические характеристики
Служебный модуль «Звезда» состоит из 4 отсеков: трёх герметичных — переходного отсека, рабочего отсека и промежуточной камеры, а также негерметичного агрегатного отсека, в котором размещена объединённая двигательная установка. Сам корпус герметичных отсеков выполнен из алюминиево-магниевого сплава, представляет собой сварную конструкцию, состоящую из блоков цилиндрической, конической и сферической формы.
| Параметры                                             | Значение |
| ----------------------------------------------------- | -------- |
| Стыковочные узлы                                      | 4 шт.    |
| Иллюминаторы                                          | 2 шт.    |
| Масса модуля, кг:                                     |          |
| на этапе выведения                                    | 22 776   |
| на орбите                                             | 20 295   |
| Габариты модуля, м:                                   |          |
| длина с обтекателем и промежуточным отсеком           | 15,95    |
| длина без обтекателя и промежуточного отсека          | 12,62    |
| диаметр максимальный                                  | 4,35     |
| ширина с раскрытой солнечной батареей                 | 29,73    |
| Объём, м³:                                            |          |
| внутренний объём с оборудованием                      | 75,0     |
| внутренний объём обитания экипажа                     | 46,7     |
| Система электроснабжения:                             |          |
| Размах солнечных батарей                              | 29,73    |
| рабочее напряжение, В                                 | 28       |
| Максимальная выходная мощность солнечных батарей, кВт | 13,8     |
| Двигательная установка:                               |          |
| маршевые двигатели, кгс                               | 2×312    |
| двигатели ориентации, кгс                             | 32×13,3  |
| масса окислителя (АТ), кг                             | 558      |
| масса горючего (НДМГ), кг                             | 302      |

## События
29 июня 2010 года «Союз ТМА-19» отстыковался от служебного модуля «Звезда» российского сегмента Международной космической станции и совершил получасовой перелёт на новый модуль «Рассвет», с которым совершена стыковка впервые.
12 ноября 2009 года модуль «Поиск» был пристыкован к зенитному стыковочному узлу модуля «Звезда».

## Происшествия

### Утечка воздуха из промежуточной камеры
В сентябре 2019 года на МКС была обнаружена утечка воздуха выше нормы — в американском сегменте МКС сработала аварийная сигнализация по причине высокого парциального давления кислорода, о чём сообщил космонавт Алексей Овчинин специалистам подмосковного Центра управления полетами. Последовательная герметизация отсеков станции — как российского, так и американского сегментов — позволила установить, что кислород утекает из промежуточной камеры российского модуля «Звезда». она была на уровне от 0.3 до 0.45 кг в день. 
В августе 2020 года, когда утечка немного увеличилась — скорость утечки воздуха выросла в 5 раз, экипаж МКС начал расследование проблемы. 29 сентября 2020 года в служебном модуле «Звезда» была локализована утечка. Утечка была обнаружена при помощи чайного пакетика 15 октября, и была предпринята попытка исправить её. 28 декабря космонавты, пребывающие на станции, заявили, что не смогли ликвидировать утечку воздуха на станции. Другая утечка в той же секции привела к рассмотрению вопроса о герметизации поражённой секции и использовании запасов кислорода, но это повлияло бы на работу МКС в целом.
11 марта 2021 года российские космонавты заделали две трещины герметиком, а 12 марта закрыли люки в отсек модуля «Звезда». 13 марта 2021 года давление в изолированной промежуточной камере снизилось на 52 мм за 11,5 часа — до 678 мм ртутного столба, тогда как на станции давление составляет 730 мм ртутного столба. За сутки давление на МКС падает на 0,3—0,4 мм ртутного столба, а минимальная аварийная разгерметизация начинается с падения на 0,5—1 мм ртутного столба за минуту. 30 апреля 2021 года космонавт Пётр Дубров рассыпал сухой суп в промежуточной камере в качестве индикатора мест утечки воздуха и установил видеокамеру, которой предстоит проследить перемещения супа и зафиксировать районы скопления этих индикаторов. После этого он закрыл люк.
18 июля 2021 года представитель консультативного совета НАСА по аэрокосмической безопасности Дэвид Уэст сообщил, что в российском модуле «Звезда» определили несколько возможных мест утечки воздуха. Три из них были заделаны накладками или герметиком, но это не снизило темп утечки кислорода с МКС.
14 июля 2021 года давление в промежуточной камере модуля «Звезда» составило 473 мм ртутного столба, 20 июля — 273 мм, 25 июля — 200 мм, 28 июля (накануне стыковки с модулем «Наука») — 167 мм, а 29 июля — 160 мм. 31 июля 2021 года экипаж Международной космической станции заявил о падении давления в промежуточной камере модуля «Звезда» до 154 мм ртутного столба, весной оно было на уровне 405 мм ртутного столба.
В феврале 2024 течь снова начала существенно усиливаться. Если в начале года утечка была 1.1 кг в день, то к апрелю 2024 величина утечки достигла рекордного уровня – почти 1.7 кг в день (в прошлые годы была на уровне от 0.3 до 0.45 кг в день).
За эти годы так и не удалось найти корневую причину. Локализовать течь также не удалось.
Точная причина утечек 40-летнего модуля не установлена, вероятно что виноват сварщик, который приваривал промежуточную камеру к основному каркасу на заводе им. Хруничева в 1985 году.
НАСА беспокоит, что до сих пор(по состоянию на сентябрь 2024) не удалось договориться с Роскосмосом о том, какой уровень утечки считать «неприемлимым» (untenable level). Констатация величины неприемлемой утечки позволит по достижении этого уровня запечатать переходную камеру Звезды и навсегда прекратить использование торцевого стыковочного узла Звезды. . При этом количество стыковочных узлов российского сегмента станет 3 вместо 4. Роскосмос против этого, т.к. через торцевой стыковочный узел с помощью корабля Прогрес возможно поднимать орбиту МКС. (на данный момент орбита поднимается кораблями Dragon и Syngus)
В ноябре 2024 утечка значительно усилилась, с целью уменьшить вероятность полной катастрофы, НАСА ввела дополнительные протоколы безопастности.
Теперь перед открытием люка в "звезду", люк между американским и российским сегментом МКС закрывается. Также на американском грузовом корабле Dragon, который пристыкован к американскому сегменту МКС, размещены временные кресла-ложеметы, которыми могут воспользоваться астронавты в случае невозможности эвакуироваться на "Союзах"
В июне 2025 российские космонавты окончательно устранили утечку воздуха из модуля "Звезда" на МКС

### Прочее
Ночью на 9 сентября 2021 года в российском модуле «Звезда» сработала сигнализация, космонавты почувствовали дым и запах сгоревшего пластика. Вредные вещества обнаружены приборами в районе медицинского шкафа модуля «Звезда».

## Фотогалерея

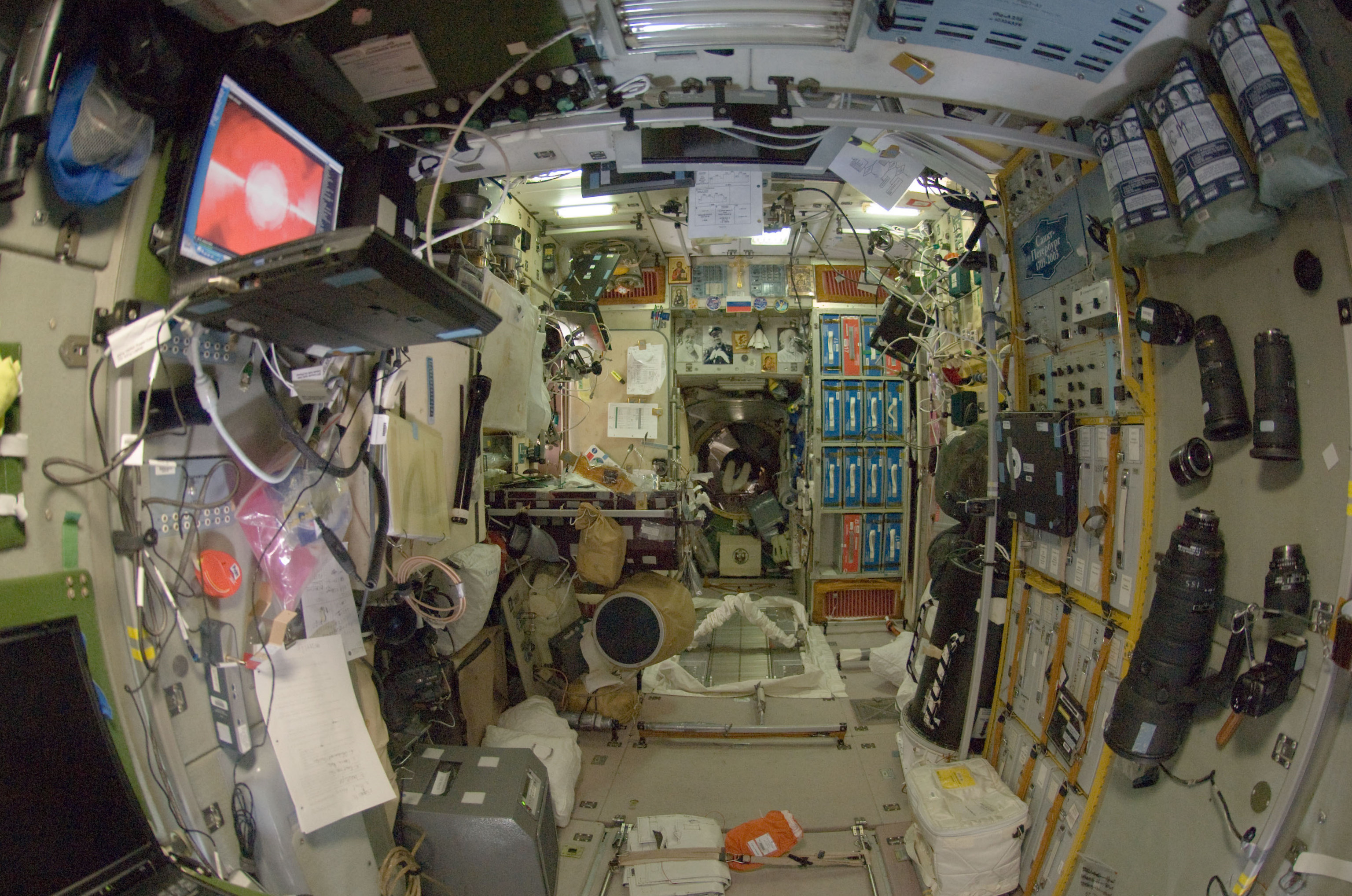
Интерьер служебного модуля «Звезда»
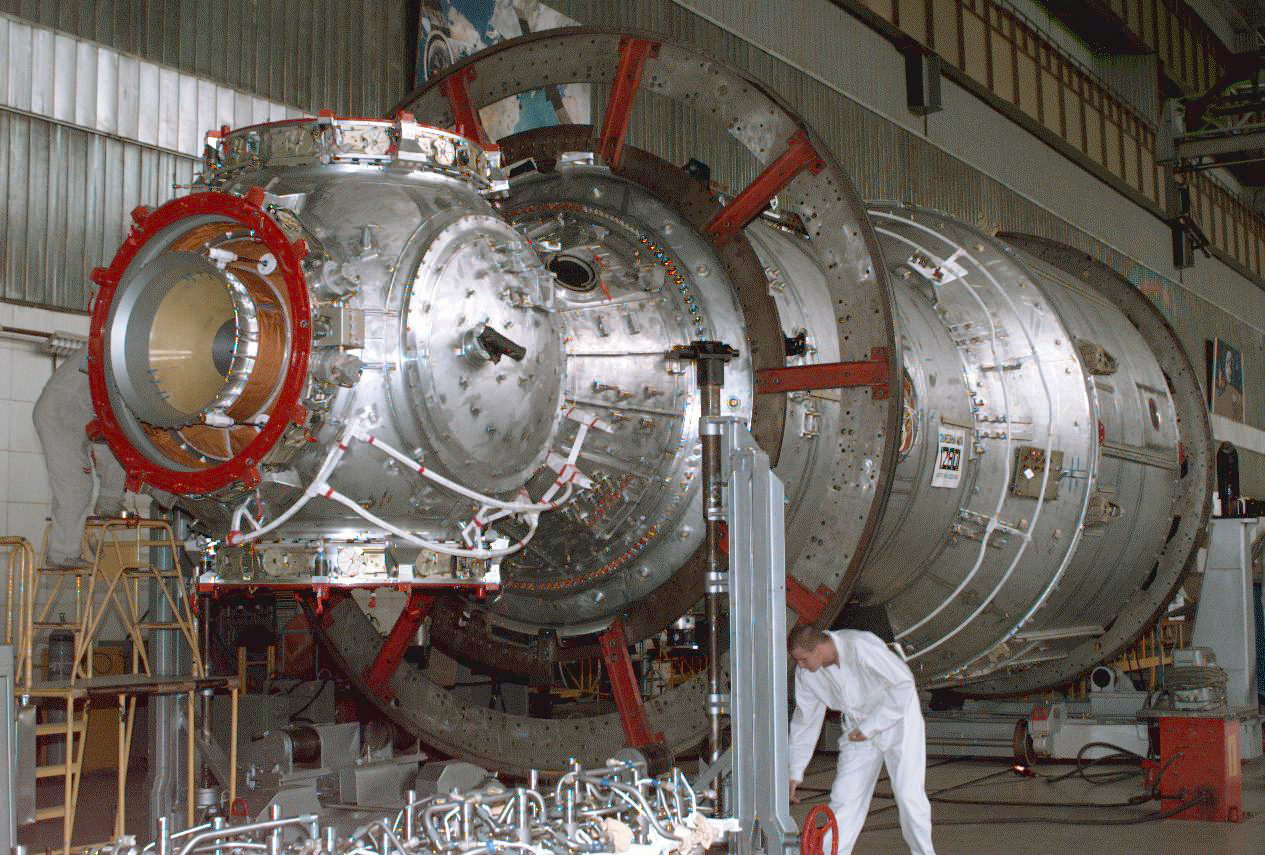
Сборка СМ «Звезда»
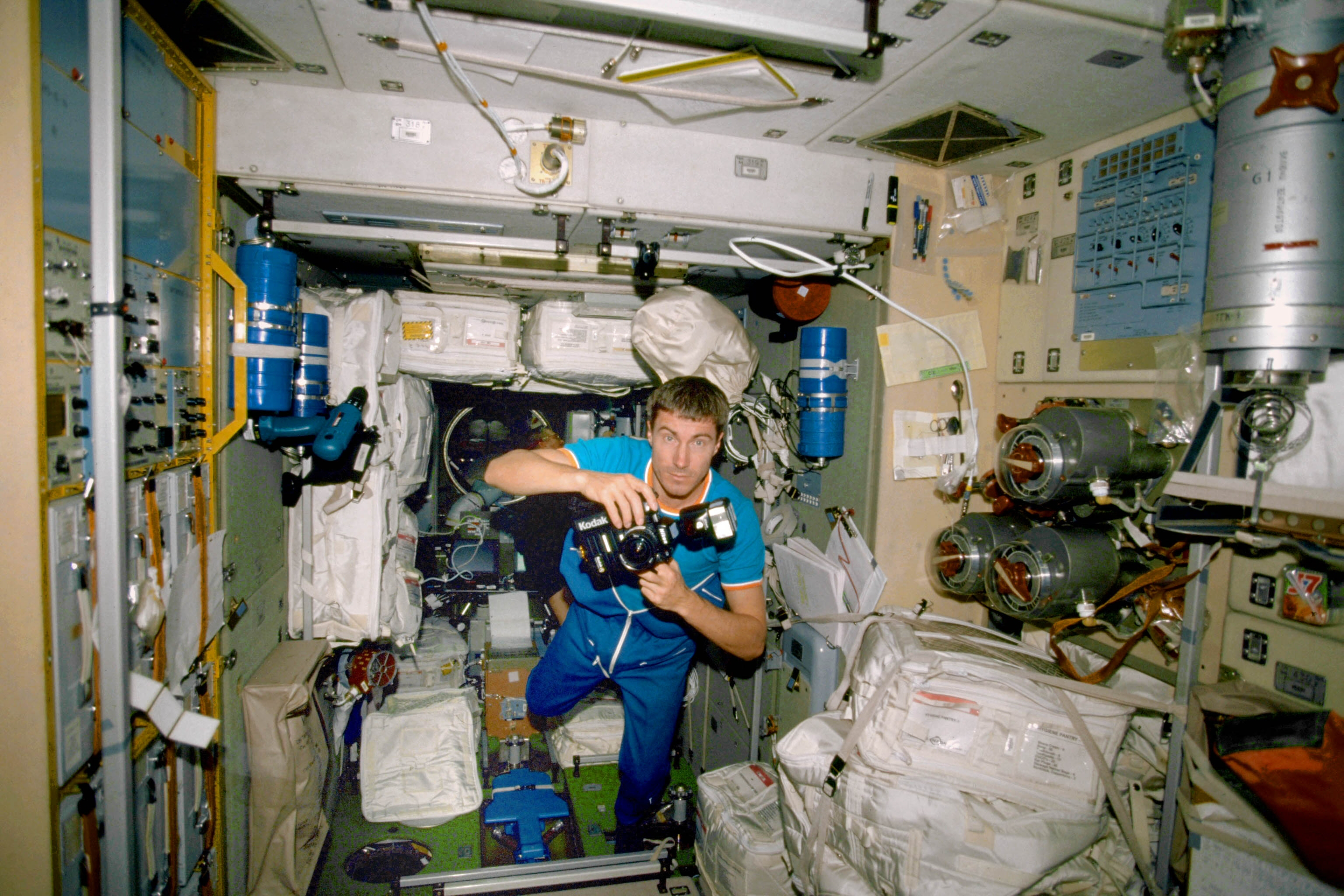
Интерьер и космонавт Сергей Крикалёв
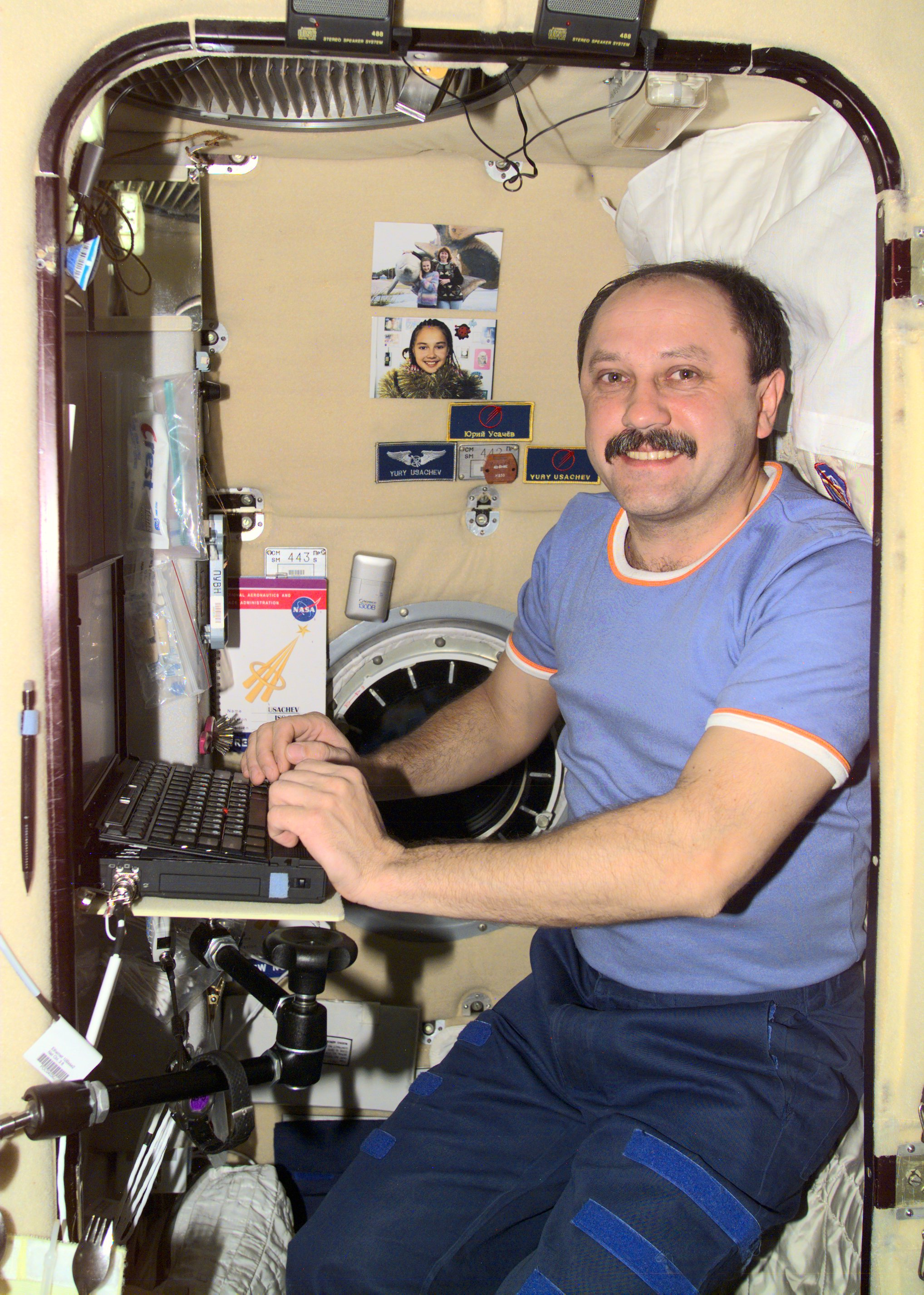
Каюта для космонавтов
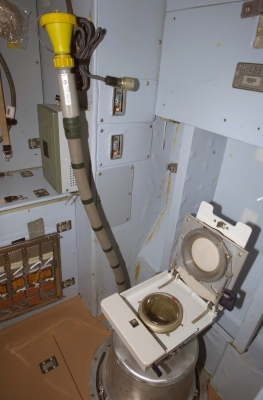
Туалет в жилом модуле «Звезда»